# Mistrzostwa Polski w Tenisie Stołowym 1992
Mistrzostwa Polski w Tenisie Stołowym 1992 – 60. edycja mistrzostw, która odbyła się w 1992 roku w Jastrzębiu-Zdroju.

## Medaliści
| Konkurencja             | Złoty                                                                 | Srebrny                                                                    | Brązowy |
| Gra pojedyncza mężczyzn | Andrzej Grubba (Zugbrücke Grenzau)                                    | Leszek Kucharski (Baildon Katowice)                                        | Piotr Skierski (Górnik Czerwionka) Zbigniew Mojski (AZS Gdańsk)                                                                                   |
| Gra pojedyncza kobiet   | Dorota Djaczyńska (Stal Zawadzkie)                                    | Agnieszka Gieraga (Siarka Tarnobrzeg)                                      | Jolanta Langosz (GKS Jastrzębie-Zdrój) Magdalena Staszak (Burza Wrocław)                                                                          |
| Gra podwójna mężczyzn   | Piotr Napiórkowski (Baildon Katowice) Zbigniew Mojski (AZS Gdańsk)    | Grzegorz Sieracki (Motor Lublin) Kazimierz Wiszowaty (Zagłębie Lubin)      | Jarosław Łowicki (Start Włocławek) Jarosław Kołodziejczyk (AZS Gliwice) Lucjan Błaszczyk (Uni Zielona Góra) Piotr Skierski (Górnik Czerwionka)    |
| Gra podwójna kobiet     | Alina Mikijaniec (Burza Wrocław) Anna Januszyk (AZS Gdańsk)           | Dorota Djaczyńska (Stal Zawadzkie) Bożena Polińska (Siarka Tarnobrzeg)     | Agnieszka Gieraga (Siarka Tarnobrzeg) Jolanta Szatko-Nowak (Wanda Kraków) Elżbieta Kazberuk (Burza Wrocław) Anna Bednarska (Burza Wrocław)        |
| Gra mieszana            | Piotr Skierski (Górnik Czerwionka) Dorota Djaczyńska (Stal Zawadzkie) | Lucjan Błaszczyk (Uni Zielona Góra) Jolanta Langosz (GKS Jastrzębie-Zdrój) | Piotr Napiórkowski (Baildon Katowice) Magdalena Staszczak (Burza Wrocław) Krzysztof Kaczmarek (Uni Zielona Góra) Alina Mikijaniec (Burza Wrocław) |